# Ruppina lichenoides
Ruppina es un género monotípico de musgos hepáticas de la familia Aytoniaceae. Su única especie es: Ruppina lichenoides.

## Taxonomía
Ruppina lichenoides fue descrita por Carlos Linneo el Joven  y publicado en Supplementum Plantarum 452. 1781[1782].